# Железничка станица Мали Иђош поље
Железничка станица Мали Иђош поље је једна од железничких станица на прузи Београд—Суботица. Налази се у насељу Мали Иђош у општини Мали Иђош. Пруга се наставља у једном смеру ка Бачкој Тополи и у другом према Ловћенцу. Железничка станица Мали Иђош поље састоји се из 2 колосека.